# Грб Иркутске области
Грб Иркутске области је званични симбол једног од субјеката Руске федерације са статусом области — Иркутске области. Грб је званично усвојен 16. јула 1997. године.

## Опис грба
Грб Иркутске области је слика штита, са ликом црног пантера. Блазон грба гласи: У сребрном пољу лик црног пантера - бабра, са црвеним очима, држи у устима црвеног самура."
Хералдички боја у грб имају следећа значења:
- сребрна - поштење, невиност и чистоту;
- црна - разборитост, понизност, тугу;
- црвена - храброст, мушкост, неустрашивост.

## Галерија
- Грб Иркутске провинције из 1690.
- Грб Иркутске губерније из 1857.
- Грб Уст-Ординског Бурјатског АО из 1997.